# Кулешова, Анастасия Николаевна
Анастасия Николаевна Кулешова (в девичестве Седо́ва; род. 4 февраля 1995, Кремлёв, Нижегородская область) — российская лыжница, бронзовый призёр зимних Олимпийских игр 2018 года и чемпионата мира 2019 года в эстафете. Заслуженный мастер спорта России (2018).

## Биография

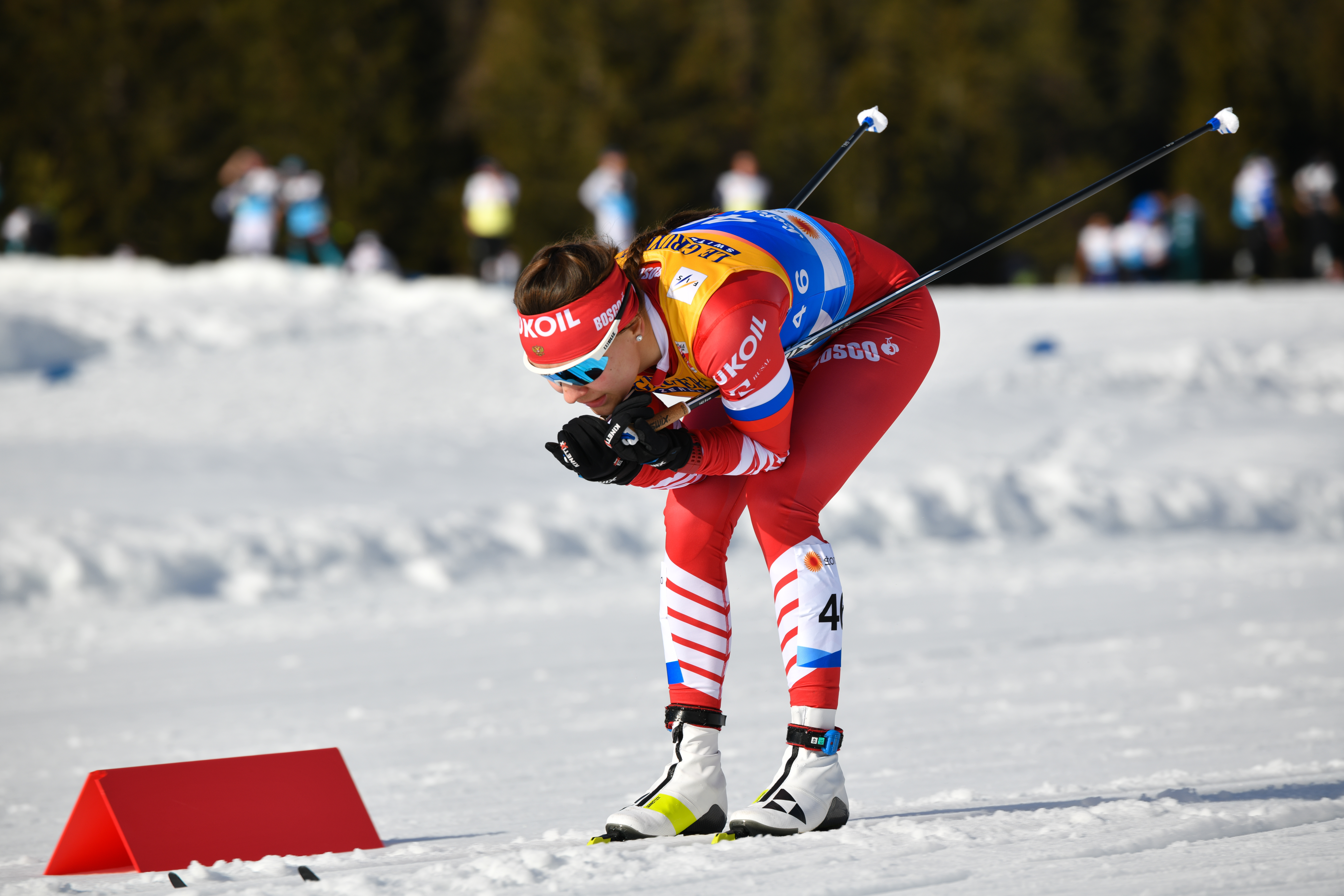
Седова на чемпионате мира 2019 года в Зефельде

Воспитанница лыжной школы в Сарове, тренировалась под руководством родителей — Николая Евгеньевича и Елены Сергеевны Седовых, впоследствии также под руководством М. Крамера. На взрослом уровне представляет во внутренних соревнованиях Нижегородскую область и Мордовию.
Победительница первых зимних Юношеских Олимпийских игр 2012 года в гонке на 5 км классикой, также завоевала серебро в эстафете среди лыжников и биатлонистов. Становилась неоднократным серебряным и бронзовым призёром юниорских и молодёжных чемпионатов мира в 2013—2016 годах, неоднократная чемпионка России среди юниоров.
Во взрослых соревнованиях выступает с сезона 2011/12. В 17-летнем возрасте становилась призёром соревнований «Красногорская лыжня» (этап Кубка России). Чемпионка России 2016 года в скиатлоне и бронзовый призёр в гонке на 10 км, чемпионка России 2017 года на дистанции 30 км и серебряный призёр на 10 км.
На Кубке мира дебютировала в ноябре 2016 года, в своей первой гонке на 10 км заняла 19-е место. Принимала участие в чемпионате мира 2017 года, где стала пятой в эстафете, девятой — в скиатлоне и 11-й — в гонке на 10 км. В соревнованиях Тур де Ски 2017/2018 заняла седьмое место в общем зачёте. В Кубке мира 2017/18 по состоянию на январь 2018 года занимает второе место в молодёжном зачёте (среди спортсменок до 23 лет).
В эстафете 4х5 км, на Зимней Олимпиаде 2018, Анастасия Седова, вместе с Юлией Белоруковой, Натальей Непряевой и Анной Нечаевской, завоевала бронзовую медаль.

## Результаты

### Олимпийские игры
| Олимпийские игры | Спринт | Командный спринт | 10 км раздельный старт | 7,5+7,5 км скиатлон | 30 км масс-старт | Эстафета |
| ---------------- | ------ | ---------------- | ---------------------- | ------------------- | ---------------- | -------- |
| 2018 Пхёнчхан    | —      | —                | 8                      | 12                  | 11               | 3        |

### Чемпионаты мира по лыжным видам спорта
| Чемпионат мира | Спринт | Командный спринт | 10 км раздельный старт | 7,5+7,5 км скиатлон | 30 км масс-старт | Эстафета |
| -------------- | ------ | ---------------- | ---------------------- | ------------------- | ---------------- | -------- |
| 2017 Лахти     | —      | —                | 11                     | 9                   | —                | 5        |
| 2019 Зефельд   | —      | —                | 6                      | 9                   | 14               | 3        |

## Личная жизнь
Родители, Николай Евгеньевич и Елена Сергеевна Седовы — тренеры по лыжным гонкам. Брат Пётр — пятикратный чемпион мира среди юниоров, участник Олимпиады-2010 в Ванкувере. В 2018 году вышла замуж за лыжника Александра Кулешова.

## Награды
- Медаль ордена «За заслуги перед Отечеством» II-й степени (28 февраля 2018) — за высокие спортивные достижения на XVIII Олимпийских зимних играх 2018 года в городе Пхенчхане (Республика Корея), проявленные волю к победе, стойкость и целеустремленность[9].